# 田中重之

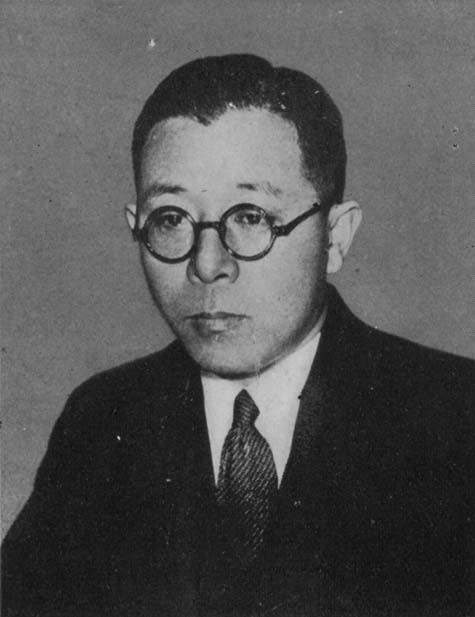
田中重之

田中 重之（たなか しげゆき、1898年（明治31年）12月15日 - 1985年（昭和60年）4月9日）は、日本の内務官僚。官選県知事。

## 経歴
埼玉県北足立郡安行村（現在の川口市・草加市）出身。衆議院議員・田中左司馬の長男として生まれる。埼玉県立浦和中学校、第一高等学校を卒業。1922年3月、東京帝国大学法学部法律学科（独法）を卒業。同年6月、北海道庁属となり拓殖部に配属。同年11月、高等試験行政科試験に合格した。
1923年4月、北海道庁警視・警察部勤務となる。以後、道庁事務官、地方事務官・静岡県勤務、福岡県警察部特別高等警察課長、内務事務官・警保局勤務、ドイツ駐在（1931年7月～1934年12月）、兼内務書記官・大臣官房文書課長、内閣調査局調査官、内務書記官・地方局庶務課長、警保局警務課長を歴任し、文部省社会教育局長に就任。
1941年1月、石川県知事に就任。戦時体制への移行に尽力。1944年8月に長崎県知事に転じ、1945年4月まで在任した。
戦後に公職追放となり、1951年8月に解除。1956年10月から1972年10月まで埼玉県教育委員会委員長を務めた。

## 著作
- 『共産主義 : その発展と当面の諸問題』ダイヤモンド社、1948年。
- 『階級・暴力・獨裁 : マルクス=レーニン主義政治理論の研究』天滿社、1949年。
- 『敗戦より復興へ : デモクラシー、マルクシズム、ファシズムの対決』天満社、1950年。
- 『綜合第二次大戦史 : 平和と戦争とに関する考察の為に』富士書苑、1955年。
- 『共産主義概論 : マルクス・レーニン主義の要領とその批判』社会運動研究会、1956年。
- 『社会民主主義の諸課題 : ドイツ社会民主党史素描』社会運動研究会、1961年。
- 『中ソ論争』社会運動研究会、1967年。
- 『私の教育思い出ぐさ : 今はむかし明治、大正の小学校、中学校、高等学校、大学時代』田中和夫、1997年。

## 親族
- 叔父 田中千代松（弁護士・衆議院議員）